# Cédric Sorhaindo
Cédric Sorhaindo (La Trinité, Martinica; 7 de junio de 1984) es un pivote de balonmano francés, que juega en el Beşiktaş JK. Fue un componente de la selección de balonmano de Francia.
Participó en los Juegos Olímpicos de Londres 2012, ganando la medalla de oro con Francia, al derrotar en la final a Suecia.

## Carrera
Sorhaindo empezó a jugar a balonmano en el Gauloise de Trinité con 15 años. Más tarde en el año 2001, pasó a formar parte del Noyant Angers y ya con 20 años, pasó a formar parte del equipo de la capital francesa, el Paris Handball. Allí desarrolló los primeros años de su carrera, ganando la Copa de Francia en el año 2007. Anteriormente, en la temporada, 2005-2006, debutó en la Liga de Campeones de la EHF, y se clasificó para octavos de final junto al SG Flensburg Handewitt, pero fueron eliminados por el THW Kiel. En su primera experiencia en Europa, anotó 24 goles, siendo su partido contra el Kiel su mejor, con una marca de 5 goles. A partir de ahí, fue creciendo, hasta que en la temporada 2008-2009, fue seleccionado como el mejor pivote y el mejor defensor de la Liga de Francia, aunque su equipo, descendió a segunda división. Durante esa temporada, fue elegido como el sustituto de Bertrand Gille para la selección francesa, y ganó el Mundial de 2009 en Croacia, ganando a la nación anfitriona por 24-19 con 2 goles de 4 intentos de Cédric.
A mediados de la temporada 2009-2010, fichó por el Toulouse Handball, y al finalizar la temporada, pasó a formar parte del FC Barcelona Intersport, para sustituir a Rubén Garabaya. De esta forma, se convirtió en el segundo jugador francés que jugaba por el FC Barcelona, el primero fue su compañero de selección, Jérôme Fernandez. Al final de la temporada 2011-2012, finalizó con 39 goles en 27 partidos de la Liga ASOBAL, que ayudaron al Barça a conseguir el título liguero.  El 2 de mayo de 2012, renovó su contrato junto a Siarhei Rutenka y Dani Sarmiento. Su primer partido con el Barça en la temporada 2012-2013, fue contra el Club Balonmano Atlético de Madrid en la Supercopa de España. El FCBarcelona ganó la final por 31-34 con 1 gol de Sorhaindo logrando su primera Supercopa. En el debut liguero, el Barça se impuso por 26-19 al Helvetia Anaitasuna, con 5 goles de 5 intentos de Sorhaindo que a pesar de no salir de inicio fue el segundo máximo anotador del Barça por detrás de Víctor Tomás.

## Equipos
- Noyant Angers (2001-2004)
- Paris HB (2004-2010)
- Toulouse Handball (2010)
- FC Barcelona (2010-2021)
- Dinamo Bucarest (2021-2023)
- Beşiktaş JK (2023- )

## Palmarés

### Selección nacional
| Juegos Olímpicos   | Juegos Olímpicos     | Juegos Olímpicos  | Juegos Olímpicos |
| Año                | Lugar                | Medalla           |                  |
| ------------------ | -------------------- | ----------------- | ---------------- |
| 2012               | Londres              | Medalla de oro    |                  |
| 2016               | Río de Janeiro       | Medalla de plata  |                  |
| Campeonato Mundial |                      |                   |                  |
| Año                | Lugar                | Medalla           |                  |
| 2009               | Croacia              | Medalla de oro    |                  |
| 2015               | Catar                | Medalla de oro    |                  |
| 2011               | Suecia               | Medalla de oro    |                  |
| 2017               | Francia              | Medalla de oro    |                  |
| 2019               | Alemania y Dinamarca | Medalla de bronce |                  |
| Campeonato Europeo |                      |                   |                  |
| Año                | Lugar                | Medalla           |                  |
| 2010               | Austria              | Medalla de oro    |                  |
| 2014               | Dinamarca            | Medalla de oro    |                  |
| 2018               | Croacia              | Medalla de bronce |                  |

### Paris HB
- Copa de Francia (2007)

### FC Barcelona
- Liga de Campeones de la EHF (2011, 2015 , 2021)
- Liga ASOBAL (2011, 2012, 2013, 2014, 2015, 2016, 2017, 2018, 2019, 2020, 2021)
- Supercopa de España (2013, 2014, 2015, 2016, 2017, 2018, 2019, 2020, 2021)
- Copa ASOBAL (2011-12, 2012-13, 2013-14, 2014-15, 2015-16, 2016-17, 2017-18, 2018-19, 2020, 2021)

### Dinamo Bucarest
- Liga Națională (2): 2022, 2023
- Copa de Rumania de balonmano (1): 2022

### Beşiktaş
- Liga de Turquía de balonmano (1): 2024
- Copa de Turquía de balonmano (1): 2024

### Consideraciones personales
- Mejor defensor de la Liga de Francia (2009)
- Mejor pivote de la Liga de Francia (2009)